# Chaumont (Górna Sabaudia)

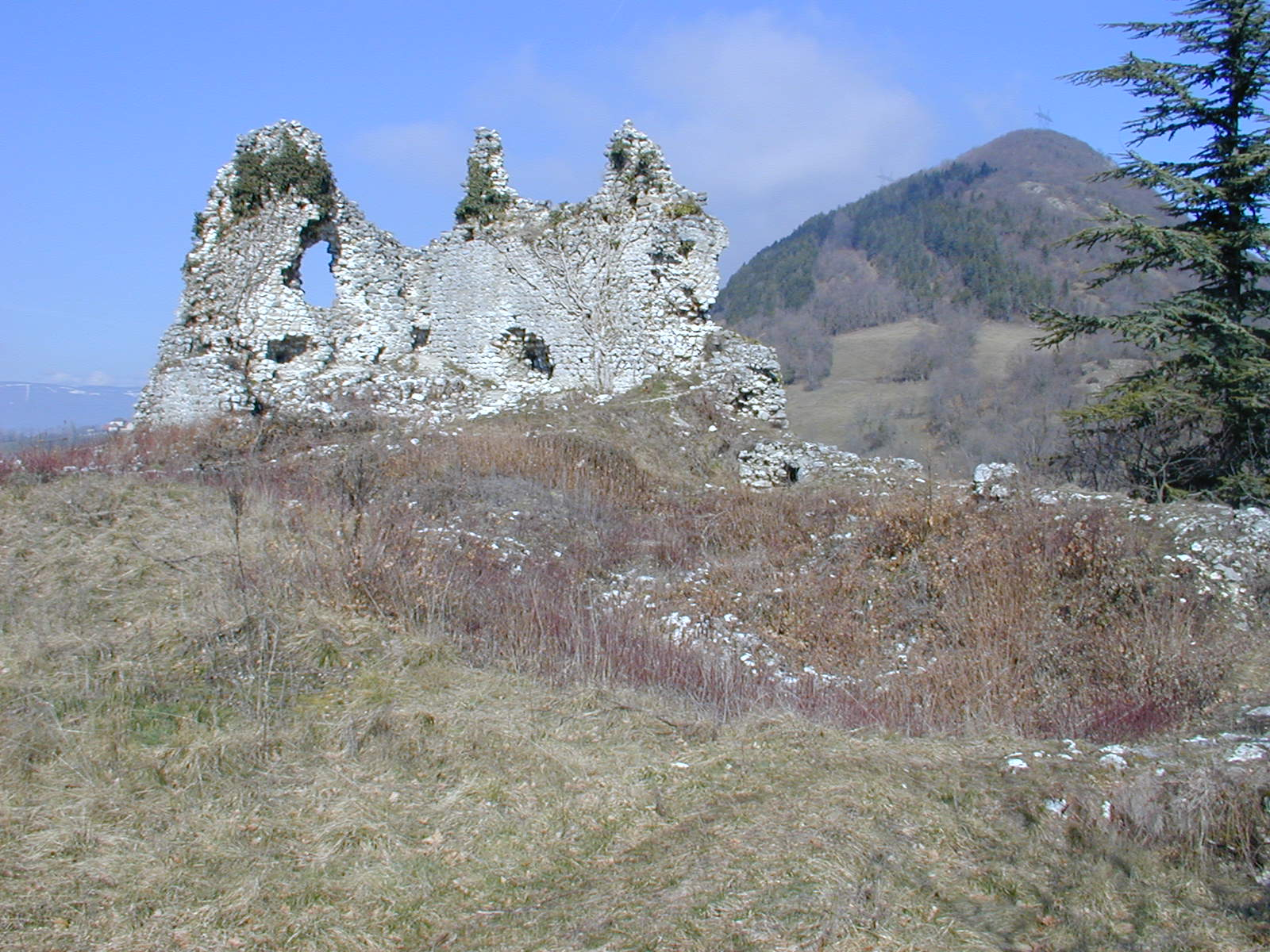
Ruiny zamku Chaumont (2004)

Chaumont – miejscowość i gmina we Francji, w regionie Owernia-Rodan-Alpy, w departamencie Górna Sabaudia.
Według danych na rok 1990 gminę zamieszkiwało 325 osób, a gęstość zaludnienia wynosiła 26 osób/km² (wśród 2880 gmin regionu Rodan-Alpy Chaumont plasuje się na 1305. miejscu pod względem liczby ludności, natomiast pod względem powierzchni na miejscu 939.).